# Она Мансон
О́на Мансон (англ. Ona Munson, урождённая Оуина Уолкотт (англ. Owena Wolcott), 16 июня 1903 — 11 февраля 1955) — американская актриса.

## Биография
Первого успеха добилась на Бродвее в 1925 году, после чего последовали множество успешных театральных постановок на театральных сценах Нью-Йорка, а также выступления на радио. В 1930 году состоялся её кинодебют на студии «Warner Bros.». В 1939 году Мансон была приглашена Дэвидом Селзником в его крупномасштабную экранизацию романа Маргарет Митчелл «Унесённые ветром», где актриса исполнила роль проститутки Белль Уотлинг. Эта роль поставила крест на дальнейшем развитии её карьеры, и все последующие годы Оне Мунсон пришлось играть второстепенные роли подобных публичных дам.
В начале 1950-х у актрисы начались проблемы со здоровьем, из-за чего она прекратила сниматься. 11 февраля 1955 году она покончила жизнь самоубийством, приняв чрезмерную дозу снотворного. В своей предсмертной записке она написала: «Это единственный известный мне способ быть снова свободной… Пожалуйста, не следуйте за мной». Её вклад в киноиндустрию отмечен звездой на Голливудской аллее славы.

## Личная жизнь
Была замужем трижды. С 1926 по 1931 год была замужем за режиссёром Эдвардом Баззеллом. С 1941 по 1947 год состояла в браке со Стюартом Макдональдом. В 1950 году вышла замуж за художника Евгения Бермана, их брак продлился до смерти актрисы в 1955 году.

## Избранная фильмография
| Год  |   | Русское название     | Оригинальное название | Роль          |
| ---- | - | -------------------- | --------------------- | ------------- |
| 1931 | ф | Пять последних звёзд | Five Star Final       | Китти Кармоди |